# Kouzlo měsíčního svitu

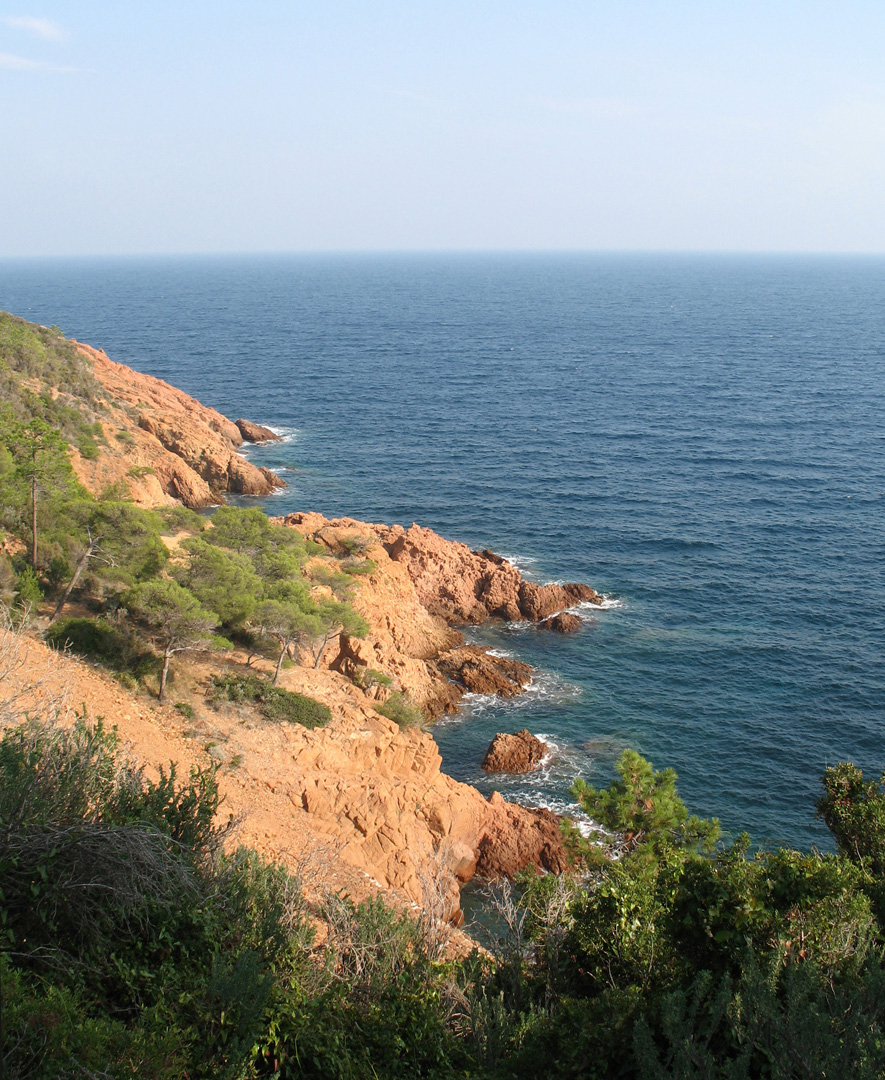
Masiv Estérel se stal jedním z exteriérů, v němž se objevili Stanley a Sophie

Kouzlo měsíčního svitu (v anglickém originále Magic in the Moonlight) je romantická filmová komedie z roku 2014, kterou napsal a režíroval Woody Allen. Děj příběhu se odehrává na sklonku dvacátých let 20. století na prosluněné Francouzské Riviéře.
Hlavní role v retrokomedii ztvárnili Colin Firth postavou egocentrického světově uznávaného kouzelníka a Emma Stoneová, jež představovala domnělé médium s nadpřirozenými schopnostmi. Ve snímku se dále objevili Hamish Linklater, Marcia Gay Harden, Jacki Weaverová a Erica Leerhsenová.
Premiéra ve Spojených státech proběhla 25. července 2014 se smíšenou kritikou recenzentů, kteří mimo jiné zmínili klišovitý scénář.

## Děj
V roce 1928 je světově uznávaný čínský kouzelník Wei Ling Soo, ve skutečnosti Brit Stanley Crawford (Colin Firth), požádán na vystoupení v Berlíně kolegou Howardem Burkanem (Simon McBurney), aby se pokusil odkrýt záhadu osoby vydávající se za médium. Proto s ním odjíždí na Francouzskou Riviéru, kde má sídlo bohatá americká rodina. Mladý dědic majetku Brice (Hamish Linklater) je zamilován do půvabné Američanky Sophie Bakerové (Emma Stoneová), jež prezentuje své nadpřirozené schopnosti. Jako médium je schopna komunikovat se záhrobím i odhalovat minulost.
Racionální a sebestředný Stanley odmítá uvěřit schopnostem dívky. Přesto je nalomen, když jsou mu odhalována důvěrná fakta z jeho minulosti. Při autonehodě své tety Vanessy (Eileen Atkinsová), žijící také na riviéře, se dokonce začíná modlit k bohu, aby chvilkovou duchovní slabost v podobě modlitby nedokončil pro uvědomění si nesmyslnosti svého počínání. Zatímco Brice odjíždí na týden do Paříže, iluzionista se postupně sbližuje se Sofií. Ta mu odhaluje svou náklonnost. Přesto Stanleyho stále ovládá rozum a dívce doporučuje jistotu sňatku a luxusního života s bohatým dědicem, který ji plánuje hýčkat.

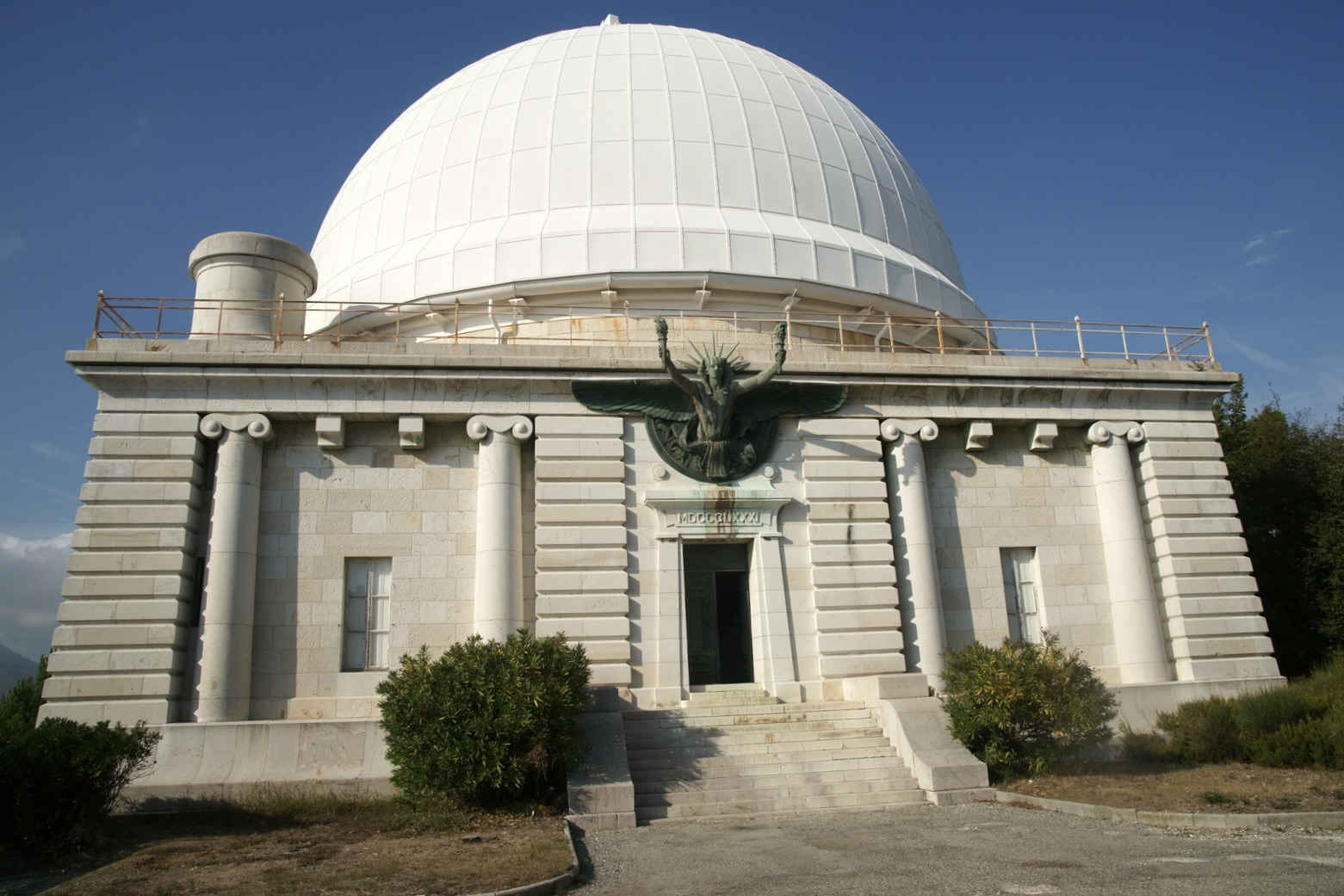
V kupoli observatoře v Nice se Stanley a Sophie ukryli před bouřkou

Pro odhalení Sophiina podvodu použije britský mág vlastního triku z vystoupení. Zatímco odchází z místnosti a v rozhovoru nechává Američanku s přítelem z mládí Howardem, dvojice se baví tím, jak nahlodali jeho cynické ego, když jim skočil na vějičku. Náhle se však otáčí křeslo, v němž sedí Stanley. Zpočátku je na oba nabroušený, že se ho snažili podvést. Méně úspěšný Howard mu záviděl slávu a dívce vyzradil podrobnosti jeho života, alespoň jednou chtěl slavnějšího kolegu převézt. Přesto dochází k usmíření.
Analyticky uvažující Stanley, jenž má vážnou známost, je zmaten niternými emocemi. Ty mu napovídají, že drobnou podvodnici miluje. Nabízí jí tak svatbu, ale je odmítnut, protože Sophie již kývla na nabídku bohatého mladíka. Přesto je později vyslyšen, když se dívka rozhoduje pro život po jeho boku, aby uposlechla hlasu svého srdce.

## Obsazení
| Colin Firth       | Stanley Crawford |
| Emma Stoneová     | Sophie Bakerová  |
| Simon McBurney    | Howard Burkan    |
| Eileen Atkinsová  | Aunt Vanessa     |
| Marcia Gay Harden | paní Bakerová    |
| Hamish Linklater  | Brice            |
| Jacki Weaverová   | Grace            |
| Erica Leerhsen    | Caroline         |
| Jeremy Shamos     | George           |
| Lionel Abelanski  | lékař            |

## Produkce
Herci Emma Stoneová a Colin Firth byli obsazeni v dubnu 2013. V červenci téhož roku bylo oznámeno, že si ve filmu zahrají také Jacki Weaverová, Marcia Gay Harden a Hamish Linklater. Ve stejné době začal Woody Allen natáčet v jižní Francii. V Severní Americe získalo distribuční práva studio Sony Pictures Classics.

## Hudba

### Soundtrack
K filmu byl vydán soundtrack.
Seznam skladeb
1. „You Do Something to Me“ – autor Cole Porter, interpret Leo Reisman a His Orchestra
2. „It's All a Swindle“ („Alles Schwindel“) – autoři Mischa Spoliansky a Marcellus Schiffer, interpret Ute Lemper
3. „Moritat“ z díla Krejcarová opera – autoři Kurt Weill a Bertolt Brecht, interpret Conal Fowkes
4. „Dancing With Tears in My Eyes“ – autoři Joseph A. Burke a Al Dubin, interpret Nat Shilkret a His Orchestra
5. „Big Boy“ – autoři Milton Ager a Jack Yellen, interpret Bix Beiderbecke
6. „Thou Swell“ z muzikálu A Connecticut Yankee – autoři Richard Rodgers a Lorenz Hart, interpret Bix Beiderbecke
7. „Sorry“ – autor Raymond Klages, interpret Bix Beiderbecke & His Gang
8. „The Sheik of Araby“ – autoři Harry B. Smith, Francis Wheeler a Ted Snyder, interpret Sidney De Paris a De Paris Brothers Orchestra
9. „Chinatown, My Chinatown“ – autoři William Jerome a Jean Schwartz, interpret Firehouse Five Plus Two
10. „Remember Me“ – autor Sonny Miller, interpret Al Bowlly
11. „Charleston“ – autoři James P. Johnson a R. C. McPherson, interpret Paul Whiteman & His Orchestra
12. „Sweet Georgia Brown“ – autoři Ben Bernie, Maceo Pinkard a Kenneth Casey, interpret The California Ramblers
13. „You Call It Madness (But I Call It Love)“ – autoři Con Conrad, Gladys DuBois, Russ Colombo a Paul Gregory, interpret Smith Ballew a His Piping Rock Orchestra
14. „At the Jazz Band Ball“ – autoři Larry Shields, Anthony S. Barbaro, D. James LaRocca a Edwin B. Edwards, interpret Bix Beiderbecke & His Gang
15. „It All Depends on You“ – autoři Ray Henderson, Lew Brown a B. G. DeSylva, interpret Ruth Etting
16. „I'll Get By (As Long as I Have You)“ – autoři Fred E. Ahlert a Roy Turk, interpret Conal Fowkes

### Další skladby
Skladby, které se objevily ve filmu, ale nebyly součástí soundtracku.
- „The Adoration of the Earth“ z díla The Rite of Spring – autor Igor Stravinskij, interpret London Festival Orchestra
- Boléro – autor Maurice Ravel, interpret Royal Philharmonic Orchestra
- Molto vivace, druhá věta z díla symfonie č. 9 – autor Ludwig van Beethoven, interpret Royal Philharmonic Orchestra
- „Thou Swell“ z díla A Connecticut Yankee – autoři Richard Rodgers a Lorenz Hart, interpreti Cynthia Sayer a Hamish Linklater
- „I'm Always Chasing Rainbows“ – autoři Harry Carroll a Joseph McCarthy, interpreti Cynthia Sayer a Hamish Linklater
- „Who?“ z muzikálu Sunny – autoři Oscar Hammerstein II, Otto Harbach a Jerome Kern, interpreti David O'Neal a Hamish Linklater

## Recenze
Filmová kritička Mirka Spáčilová udělila filmu hodnocení 60 % a k „příjemné prchavé retrokomedii“ uvedla: „Vlastně se nic neděje, dívka předstírá trans, kouzelník ho vědecky rozebírá, v červeném kabrioletu nad modrým mořem vyrážejí na výlety jako z pamětnického filmu, jemuž jen vyčistili barvy a strojem času do něj přenesli jinou hereckou generaci. Ale v té starosvětské náladě tkví půvab snímku, slabšího než Jasmíniny slzy, ale silnějšího než Do Říma s láskou, pokud se poměřuje nejbližšími předchůdci.“